# Raphaël Burtin
Raphaël Burtin (Bonneville, 9 febbraio 1977) è un ex sciatore alpino francese.
È fratello di Nicolas, a sua volta sciatore alpino di alto livello.

## Biografia
Burtin, gigantista puro originario di Flumet, esordì in Coppa Europa il 15 dicembre 1995 a Bardonecchia e in Coppa del Mondo il 14 gennaio 1997, in entrambi i casi senza completare la prova. Nel 1999 prese parte ai suoi unici Campionati mondiali (nella rassegna iridata di Vail/Beaver Creek si classificò 10º) e ottenne il primo podio in Coppa Europa, il 3 marzo a Gällivare (2º). Nella successiva stagione 1999-2000 in Coppa Europa conquistò tutti gli altri suoi sei podi nel circuito, comprese le quattro vittorie (la prima il 9 gennaio a Kranjska Gora, l'ultima il 10 febbraio a Sella Nevea), e si aggiudicò la classifica di slalom gigante; sempre nel 2000, il 26 febbraio a Yongpyong, ottenne il suo miglior piazzamento in Coppa del Mondo (9º).
Ai XX Giochi olimpici invernali di Torino 2006, sua unica presenza olimpica, si classificò al 21º posto. Prese per l'ultima volta il via in Coppa del Mondo il 21 dicembre 2008 in Alta Badia, senza completare la prova, e si ritirò al termine di quella stessa stagione 2008-2009; la sua ultima gara fu lo slalom gigante dei Campionati francesi 2009, disputato il 21 marzo a Lélex e non completato da Burtin.

## Palmarès

### Coppa del Mondo
- Miglior piazzamento in classifica generale: 64º nel 2006

### Coppa Europa
- Miglior piazzamento in classifica generale: 5º nel 2000
- Vincitore della classifica di slalom gigante nel 2000
- 7 podi:
  - 4 vittorie
  - 3 secondi posti

#### Coppa Europa - vittorie
| Data             | Località      | Paese    | Specialità |
| ---------------- | ------------- | -------- | ---------- |
| 9 gennaio 2000   | Kranjska Gora | Slovenia | GS         |
| 20 gennaio 2000  | Courchevel    | Francia  | GS         |
| 9 febbraio 2000  | Sella Nevea   | Italia   | GS         |
| 10 febbraio 2000 | Sella Nevea   | Italia   | GS         |

Legenda:

GS = slalom gigante

### Campionati francesi
- 3 medaglie:
  - 2 ori (slalom gigante nel 1999; slalom gigante nel 2000)
  - 1 argento (slalom gigante nel 2004)